# 答案在风中飘荡
答案在风中飘荡是鲍勃·迪伦于1962年写成的一首歌曲，并以单曲发行，在1963年录入专辑《The Freewheelin' Bob Dylan》。尽管它被描述为一首抗议歌曲，它仍引起了一系列关于和平、战争和自由的责问。叠句“我的友人啊，答案在空中飘荡”被描述为“不可理喻、模棱两可的是：或许答案如此显而易见，就在你的脸上，又或许答案如风般无形，难以明了”。
1994年，这首歌登入了格莱美名人堂。2004年，它在《滚石》的排名榜单“500首有史以来最伟大的歌曲”上排行第14。

## 起源与初期回应
迪伦最初谱写和演奏这首曲子的时候只有两节。1962年4月16日，它在热尔德民谣城市首次亮相。它被录制并在迪伦收藏家之间流传。演出后不久，他加入了歌曲的中间一节。发布的一些版本的歌词把第二节和第三节弄反了，因为迪伦仅仅把中间一节加进了他原来的手稿，而不是重新写一份正确顺序的歌词。 1962年5月这首歌第一次发布，出现在第五期Broadside雜誌上。Broadside杂志由皮特·西格创办，致力于发布议论时事的歌曲。歌曲的主旋律可能来自伍迪·蓋瑟瑞的自传《奔向光荣》，书中蓋瑟瑞把他的政治敏感比喻成纽约大街小巷中随风飘荡的报纸。很明显迪伦通晓蓋瑟瑞的作品，並成为他智力和政治发展过程的主要转折点。
1962年6月，这首歌和鲍勃·迪伦的评论一起在季刊《Sing Out!》上发布。迪伦评论道：
除了答案在风中飘荡之外，我说不了什么。它不在任何书或电视节目或讨论组里。啊，它在风中——在风中飘荡。很多时髦的人告诉我答案在什么地方，然而我不相信。我坚持它在风中，就像一张被吹得停不下来的纸，随时都可能落下来……但是问题是当答案飘落下来时没人捡起它，任凭它再次飘走……因此没多少人有机会看到、知道。我坚持最大的罪犯就是那些当看到并知道错误的时候转过头去不予理会的人。我只有21岁，但我知道太多这样的人了……当你过了21岁以后，你就越老越聪明了。
迪伦在1962年6月9日录制了答案在风中飘荡，收录在他的第二张专辑，1963年5月发布的《The Freewheelin' Bob Dylan》里。
按约翰·鲍尔迪为The Bootleg Series Volumes 1–3 (Rare & Unreleased) 1961–1991写的封套說明記載，皮特·西格最先发现此歌旋律由古老的美籍黑人圣歌《No More Auction Block/We Shall Overcome》改编。根据《北美民俗音乐》（The Folk Songs of North America）的说法，它起源于加拿大，1833年英国废除奴隶制以后，很多逃到那儿的奴隶都传唱过这首圣歌。1978年，迪伦在接受记者马克罗兰的采访时也承认了这一点：“‘答案在风中飘荡’曾经是首圣歌。我从一首叫No More Auction Block的歌中取了材——因为那是首圣歌，和答案在风中飘荡的感觉差不多。”1962年10月迪伦在煤气灯咖啡厅演出"No More Auction Block"，此錄音后出现在The Bootleg Series Volumes 1–3 (Rare & Unreleased) 1961–1991裡。
评论家迈克尔·格雷认为，这首歌是迪伦将圣经修辞融入自己风格的一个例子。新约中常使用一种特殊的反问修辞方式并基于旧约以西结书(12:1–2)：“耶和华的话又临到我说：‘人子阿，你住在悖逆的家中。他们有眼睛看不见，有耳朵听不见。'”在《答案在风中飘荡中》，迪伦把这句话改编成“一个人究竟得有几只耳朵 ……？”和“人究竟能多少次转过头去/假装什么也没有看见？”
答案在风中飘荡被形容成民權運動的主题曲。在马丁·斯科塞斯关于迪伦的纪录片《没有方向的家》中， 马维·斯泰普斯表示她在第一次听到这首歌時十分惊讶，她无法理解一个年轻的白人怎能如此有力地捕捉黑人的沮丧和渴望的东西。山姆·库克也对这首歌印象深刻，在发行后不久就将其融入到他的表演曲目中（一个将被包括在Sam Cooke at the Copa的版本）,并受到这首歌的启发写了《A Change Is Gonna Come》。
答案在风中飘荡首先被查德·米切尔三人组翻唱，但因为这首歌包含了「死」字，他们的唱片公司推迟发行专辑，最後三人组输给了彼得、保羅和瑪麗，彼得、保罗和玛丽由迪伦的经纪人阿尔伯特·格罗斯曼代理。在发行的第一周，单曲销量就达到了惊人的30万张，并讓这首歌举世闻名。1963年8月17日，它在公告牌流行音乐榜上排名第二，销量超过100万张。彼得·雅罗回忆道，当他告诉迪伦，他将从出版权中赚到超过5000美元（相当于2016年的3.9万美元），迪伦说不出话来。彼得、保罗和玛丽的版本也在Easy Listening chart停留了5周。
评论家安迪吉尔写道,
《答案在风中飘荡》标志着迪伦的歌曲创作有了巨大的飞跃。在此之前，像《唐纳德怀特的民谣》和《提尔之死》这样的作品是相当简单化的报道創作。《答案在风中飘荡》却不一样：迪伦首次发现了从個案到概括的效果。一旦与歌曲同名罪犯被处死后，《唐纳德怀特的民谣》将变得彻底多余，而像《答案在风中飘荡》这样朦朧的歌曲就可以适用于任何自由議题。这首歌仍然和迪伦的名字密不可分，并维护了他作为公民自由主义者的声誉，不受他的風格、態度轉變影響。 
1963年1月，迪伦首次在英国电视上演唱了这首歌，那时他出现在BBC的电视剧《城堡街上的疯人院》中。1963年3月，他也在他的第一次全美电视露面中演唱了这首歌。这场表演收录于2005年马丁·斯科塞斯关于迪伦的PBS电视台纪录片《没有方向的家》的DVD发行版。
1963年11月，新闻周刊的一篇文章报道称，这首歌是由一名名叫Lorre Wyatt的高中生写的，后来在他成名之前被迪伦收购或抄袭。这个声明最终被证明是虛假的。

## 人员
- 鲍勃·迪伦 - 吉他、口琴、声乐

## 后续影响
歌曲的第一行（“一个人必须走多少条道路？”）被作为道格拉斯·亚当斯科幻小说《银河系漫游指南系列》的“终极问题”提出。
在1994年的电影《阿甘正传》中，珍妮在一个脱衣舞俱乐部唱这首歌表演，并介绍为“Bobbi 迪伦”。这部电影的原声音乐专辑收录了琼·贝兹专辑《From Every Stage》中、这首歌1976年的现场录音。
在1975年，这首歌曲作为诗歌收录在斯里蘭卡的高中英语教科书。教科书引起了争议，因为它用迪伦的作品取代了莎士比亚的作品。
在全球反对对伊战争大游行期间，评论员指出比起写出新的歌曲，抗议者更喜欢挖掘并传唱答案在风中飘荡之类的歌曲。
这首歌已被许多自由派教会所接受，并在20世纪六七十年代在天主教教会“民间群众”中演唱，或作为新教徒的赞美诗。1997年迪伦在天主教会大会上演奏了另外三首歌曲。教宗若望·保祿二世在出席时，向约30万的年轻意大利天主教徒说，答案确实是“在风中”，但不是在把东西吹走的风中，而是“在将带领他们到基督的精神风中” 。2007年，本篤十六世（他也参加了天主教会大会）写道，他对音乐明星如迪伦在教堂环境中表演感到不舒服。
2009年，迪倫授权这首歌曲用于合作社集團的广告，該企業為英国消费者拥有。合作社集团声称，迪倫的决定受到“该集团关于公平贸易和环境的高道德准则”影响。该集团拥有约300万消费者，也拥有英国最大的殡仪馆和农业业务。

## 其他版本
“答案在风中飘荡”已经被数以百计的艺术家翻唱过。商业上最成功的版本是民間音樂三人组合彼得、保羅和瑪麗。他们在1963年6月发布了这首歌，三周前鲍勃·迪伦发布了Freewheelin'。然后经纪迪伦和彼得、保罗和玛丽的阿尔伯特·格罗斯曼，带来了这首他们立即录音、一次成功的三重唱歌曲并发行。三重唱版本是他们第三张专辑的标题曲目。这首歌在公告牌榜单上排名第二。也在Middle-Road Singles榜单連續五週排名第一。
- 其他翻唱版本包括Sielun Veljet发布的单曲和史提夫·汪达在1966年成为《公告牌》百强单曲榜前10名的版本。[27]Me First and the Gimme Gimmes的版本收录于他们的同名专辑《Blow in the Wind》中。玛莲娜·迪特里茜录制了歌曲的德语版本，在德国音乐榜单上最高排第32名。[28]
- Tore Lagergren（瑞典语：Tore Lagergren）用瑞典語写了歌词，“Och vinden ger svar”（“并且风给出了答案”）。歌曲1963年登上Svensktoppen（英语：Svensktoppen）两周。首先由Otto，Berndt och Beppo录制，在10月12日排名第八，接着由Lars Lönndahl（英语：Lars Lönndahl）录制在11月9日排名第六，在11月15日排名第七。[29]两个版本都是在1963年以A面单曲形式发行。这个版本也被Sven-Ingvars（英语：Sven-Ingvars）录制作为单曲“Du ska tro på mej”的B面，于1967年3月发行。[30]有了这些歌词，这首歌也在1970年和Michael med Salt och peppar上榜于Svensktoppen（英语：Svensktoppen）。[31]
- 格倫·坎貝爾为他的1964年专辑《The Astounding 12-String Guitar of Glen Campbell》录制了这首歌的器乐版本。
- 桃莉·巴頓为她的2005年翻唱专辑《Those Were the Days（英语：Those Were the Days (Dolly Parton album)）》录制了这首歌曲。